# 長安悦翔
長安悦翔是中國汽車製造商長安汽車生產的一款次緊湊型四門轎車。該車事實上為2014年的長安悦翔V5重新設計版，但有著不同的風格及高配的輪轂，而且市場定位更高於前者。

## 第一代

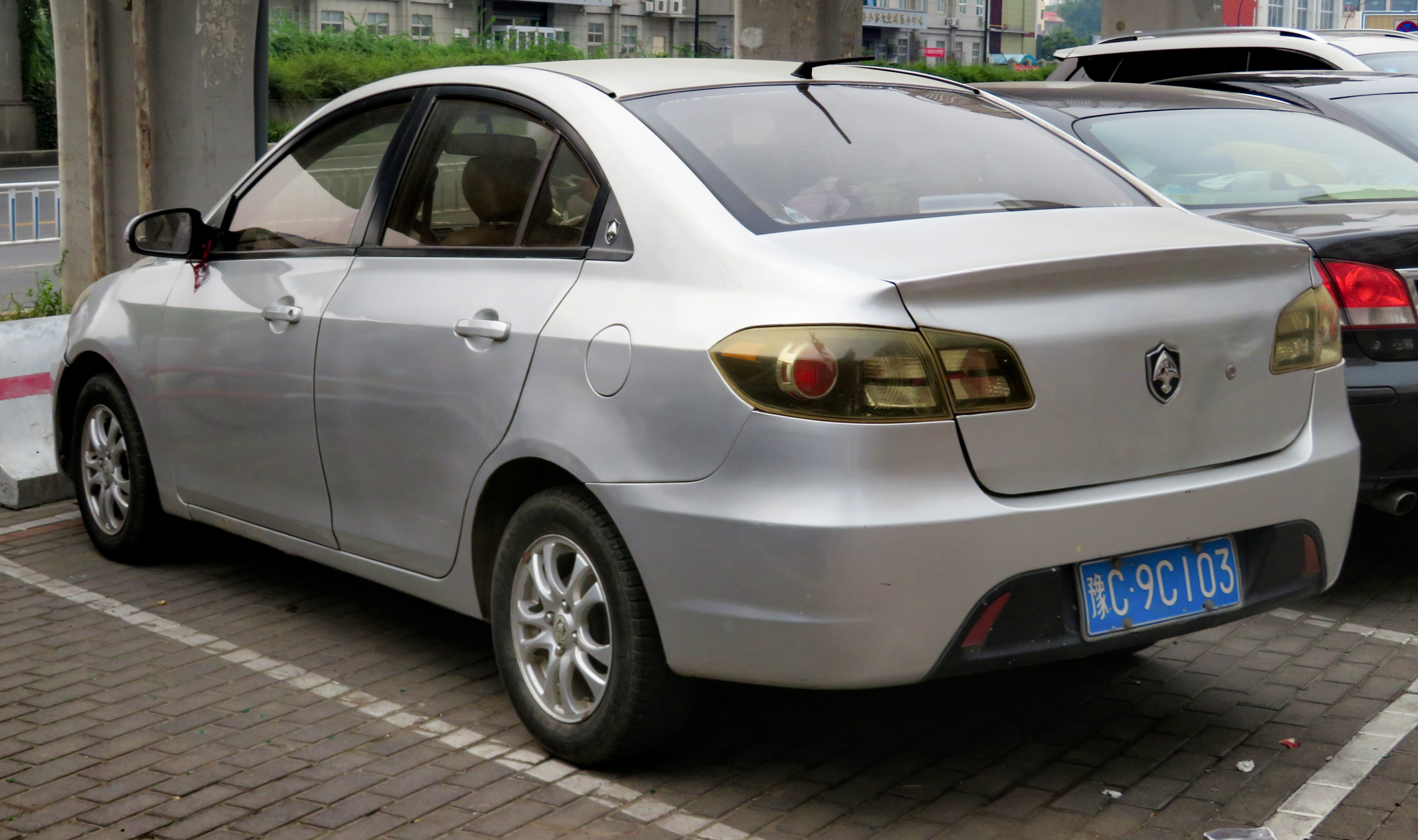
後視圖

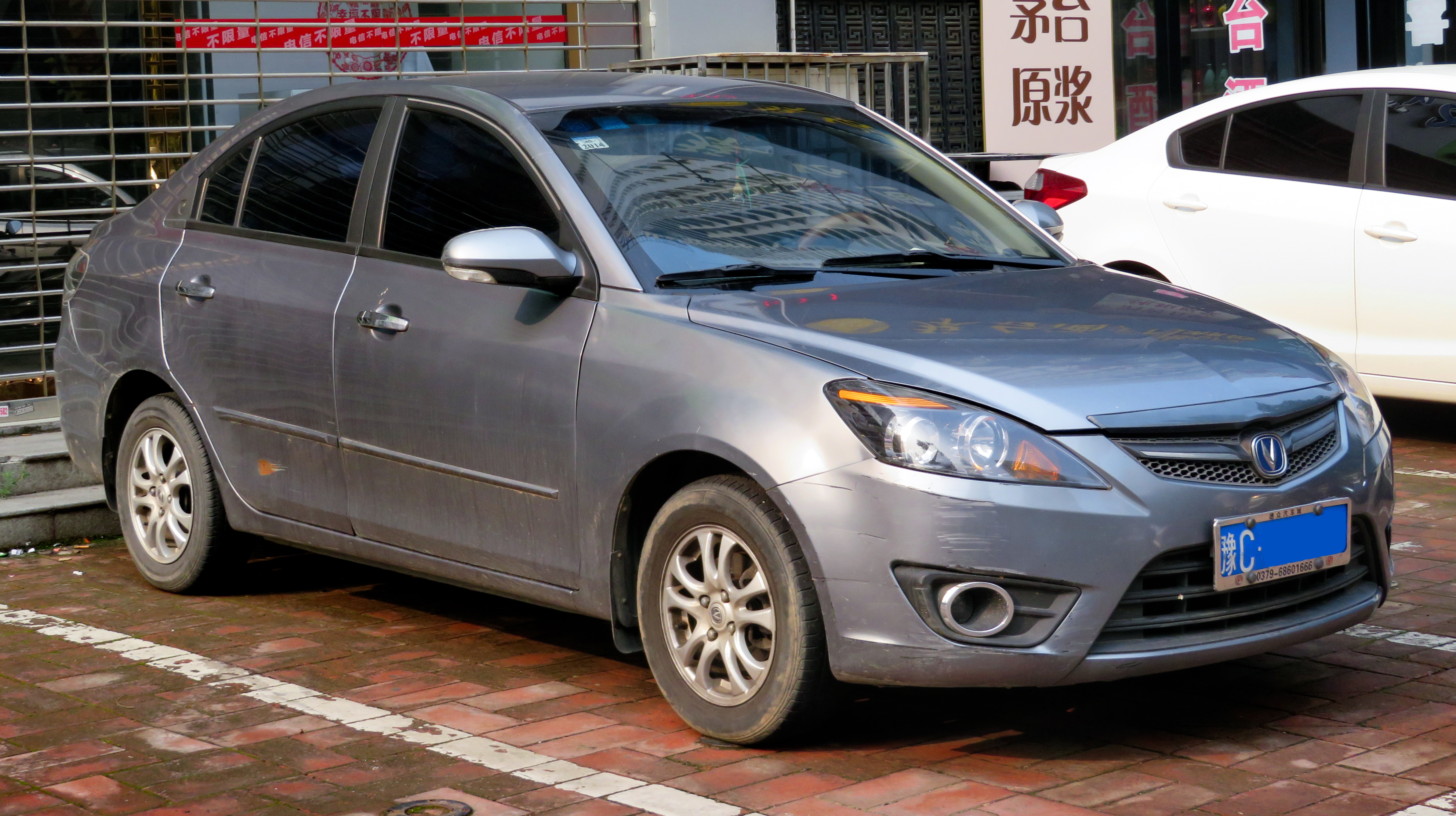
2012年小改款（換了新車標及保險桿）

於2009年推出，定價在53900元至69900元人民幣，是當時中國汽車市場上最便宜的轎車，只配有1.5升的汽油引擎及五速手排變速箱。

## 悅翔V5

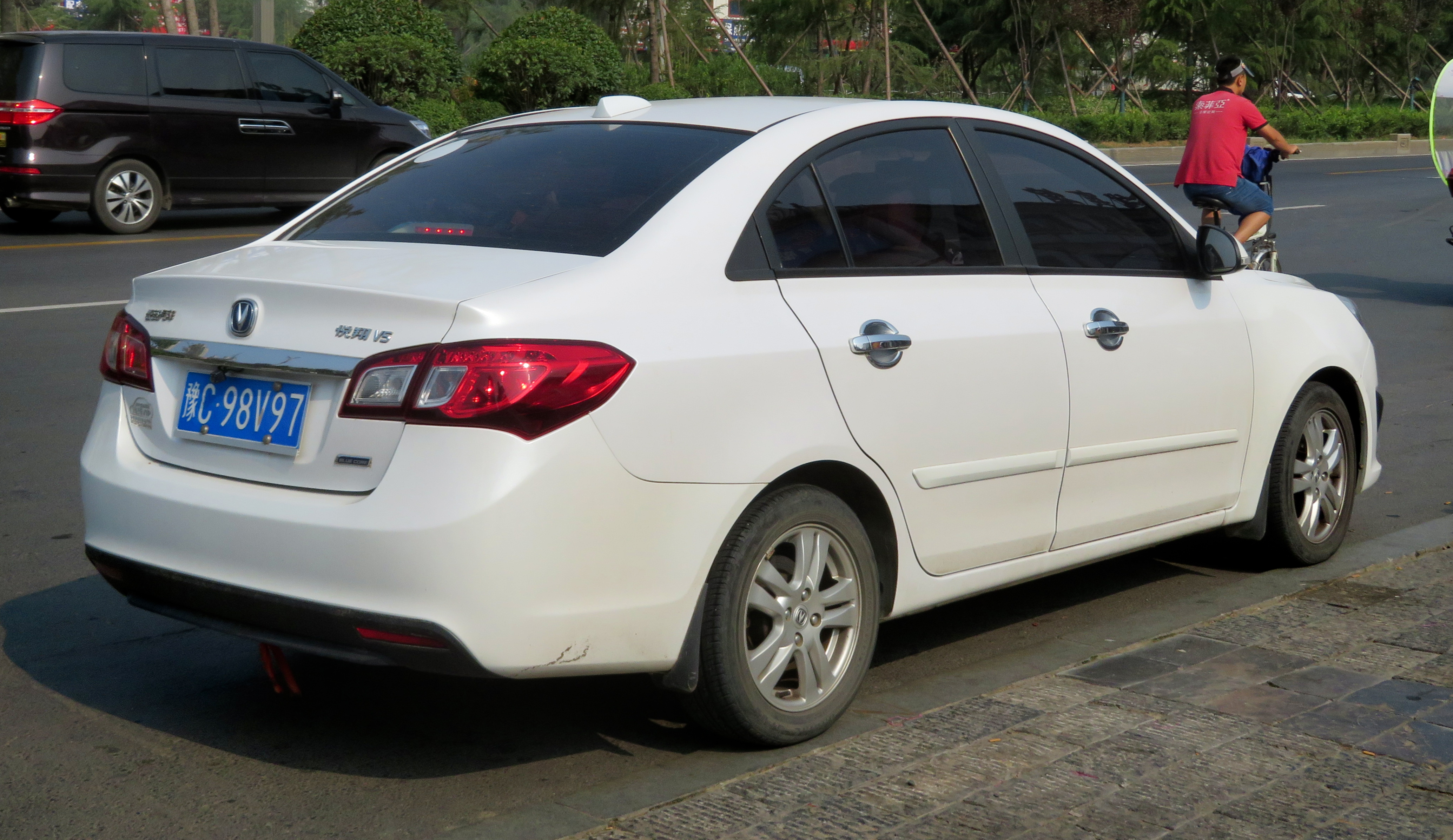
後視圖

長安悅翔V5於2012年4月在北京車展上亮相，基本上只是悅翔V3的稍微升級版，而且都同樣有重新設計的車頭，亦因而被批評抄襲馬自達3。

## 第二代

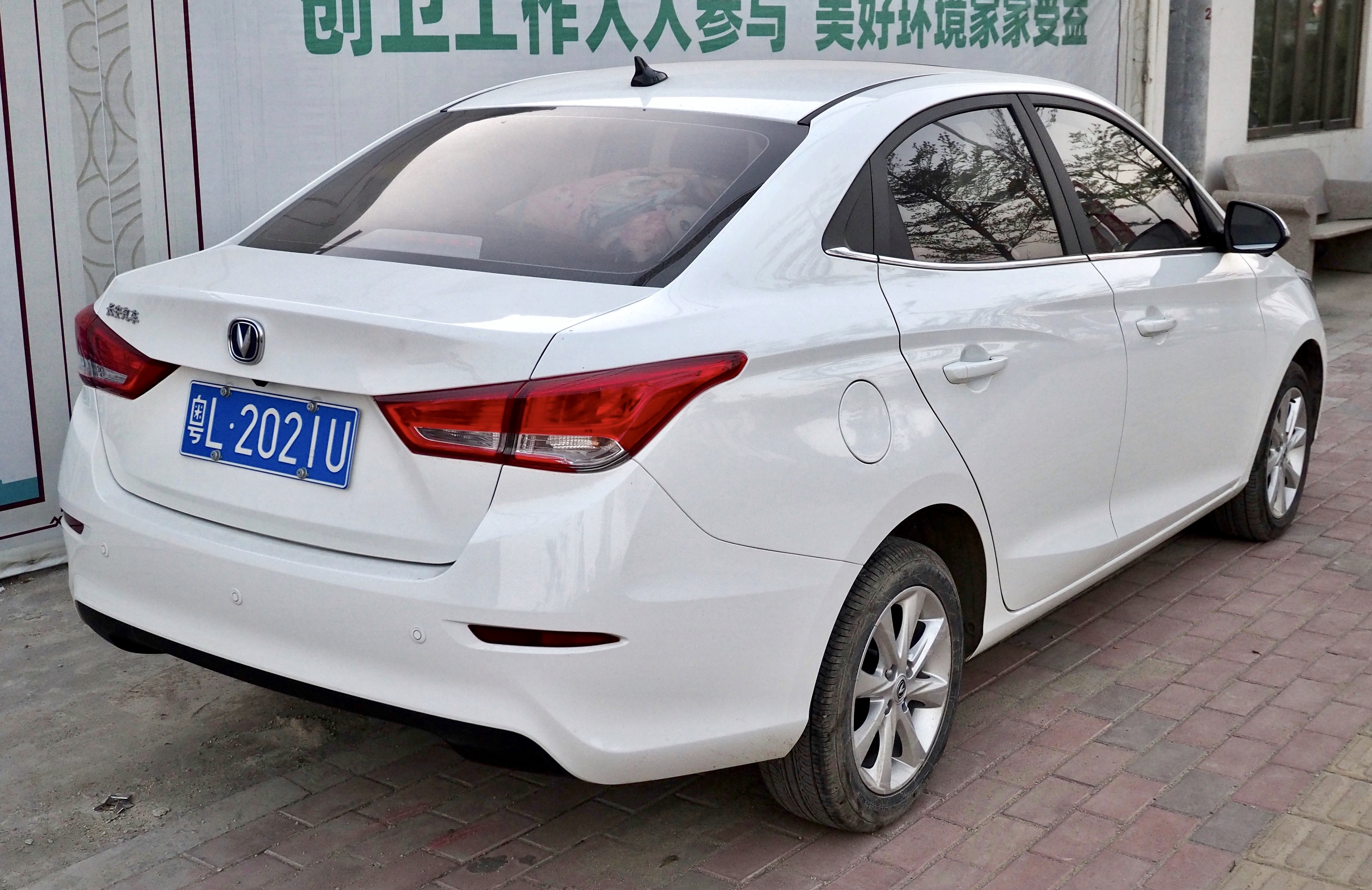
後視圖

第二代長安悅翔於2018年4月在北京車展上亮相。售價為49900至65900元人民幣，市場定位在長安逸動DT之下。

## 來源
1. ↑  Joey Wang. . Car News China. 2012-09-06  [2018-03-04]. （原始内容存档于2021-01-26）.
2. ↑  Autohome. . Autohome. 2017-12-14  [2018-10-01]. （原始内容存档于2018-11-23）.